# In Europe (альбом Біг Мами Торнтон)
In Europe — дебютний студійний альбом американської блюзової співачки Біг Мами Торнтон, випущений у 1966 році лейблом Arhoolie. Записаний в Лондоні за участі Бадді Гая, Фреда Макдауелла Едді Бойда та ін.

## Опис
Віллі Мей «Біг Мама» Торнтон була учасницею концертного гурту Американського фолк-блюзового фестивалю, який гастролював в Європі у 1965 році, тому коли була записана ця сесія 20 жовтня 1965 року на студії Wessex Studio в Лондоні, в її розпорядженні був імпровізований гурт у складі молодого Бадді Гая на гітарі, Фреда Белоу на ударних, Едді Бойда на фортепіано та органі, і Джиммі Лі Робінсона на басу. Волтер Шейкі Гортон на гармоніці зіграв на трьох піснях, а Торнтон записала дві пісні під акомпанемент слайд-гітари Міссіпіпі Фреда Макдауелла. Торнтон сама також грає на гармоніці та ударних на декількох композиціях.
Оригінальний LP вийшов на лейблі Arhoolie Records Кріса Штрахвіца і включає 11 пісень. Серед них найбільше виділяються «Little Red Rooster» Віллі Діксона, доволі автобіографічна «Unlucky Girl», яку Торнтон написала разом з Джеком Дюпрі, а також її найвідоміша пісня-візитівка, «Hound Dog», що написана Джеррі Лібером і Майком Столлером.

## Список композицій
1. «Swing It on Home» (Віллі Мей Торнтон) — 1:51
2. «Sweet Little Angel» (аранж. Віллі Мей Торнтон) — 5:30
3. «The Place» (К. Морріс, Г. Рутледж) — 2:39
4. «Little Red Rooster» (Віллі Діксон) — 4:28
5. «Unlucky Girl» (Джек Дюпрі, Віллі Мей Торнтон) — 3:20
6. «Hound Dog» (Джеррі Лібер, Майк Столлер) — 3:00
7. «My Heavy Load» (Віллі Мей Торнтон, Фред Макдауелл) — 3:34
8. «School Boy» (Віллі Мей Торнтон, Фред Макдауелл) — 4:30
9. «Down-Home Shake-Down» (Віллі Мей Торнтон) — 3:37
10. «Your Love Is Where It Ought to Be» (Віллі Мей Торнтон) — 3:50
11. «Session Blues» (Віллі Мей Торнтон) — 4:46

## Учасники запису
- Біг Мама Торнтон — вокал, губна гармоніка (9, 10), ударні (10, 11)
- Волтер «Шейкі» Гортон — губна гармоніка (5, 6, 9, 11)
- Едді Бойд — фортепіано (1—3, 10, 11), орган (4, 6, 9)
- Бадді Гай (1—6, 9—11), Фред Макдауелл (7, 8) — гітара
- Джиммі Лі Робінсон — бас (1—6, 9)
- Фред Белоу — ударні (1—6, 9)

Технічний персонал
- Кріс Штрахвіц — продюсер, фотографія, текст
- Вейн Поуп — обкладинка